# Róka Károly
Gicscseket produkál – mondták róla a kritikusok − de a közönség szerette és nem tudott annyi képet festeni, hogy azokat azonnal meg ne vették volna.
Róka Károly, Charles Roka (Magyarország, 1912. szeptember 24. – Bærum község, 1999. szeptember 7.) Norvégiában élt magyar festő, akinek neve a művészetben a giccs szinonimájává vált.
Róka Magyarországon született 1912-ben. A budapesti Művészeti Akadémia tanulmányai után beutazta Európát. Végül 1937-ben Norvégiában telepedett le, ahol Bærumban élt, Oslo külvárosában. Itt egy évet töltött az akadémián.
1939-ben festette első festményét egy félmeztelen cigánylányról, akit pár évvel korábban Marseille-ben látott. A meztelen cigánylányról készített variációi segítették meggazdagodni, de művészként nem hoztak számára elismerést.
Rókát a művésztársadalom megvetette, de a közönség kedvelte. A „Cigánylány” számos variációjával vált híressé, amelyek egzotikus kinézetű cigány nőket ábrázolnak, pin-up stílusban festve, vagy szentimentális gyermekportrékat kutyáikkal. Másik kedvenc témája a magyar folklór volt, különösen a „Csárdást táncoló cigányok” (magyar tánc).
Róka Madridban, Barcelonában és Lausanne-ban tartott kiállításokat, amelyek nagyon népszerűek voltak a skandináv közönség körében. 1982-re betegsége miatt nem tudott tovább festeni.
2005-ben a Haugar Vestfold Kunstmuseum mintegy 80 festményét állította ki. A giccs hercege címet kapta. Ez volt az első alkalom, hogy egy tekintélyes galéria beengedte a falai közé Rókát.

## Fordítás
Ez a szócikk részben vagy egészben  a   Charles Roka című spanyol Wikipédia-szócikk ezen változatának fordításán alapul.  Az eredeti cikk szerkesztőit annak laptörténete sorolja fel. Ez a jelzés csupán a megfogalmazás eredetét és a szerzői jogokat jelzi, nem szolgál a cikkben szereplő információk forrásmegjelöléseként.